# Amtsgericht Herne

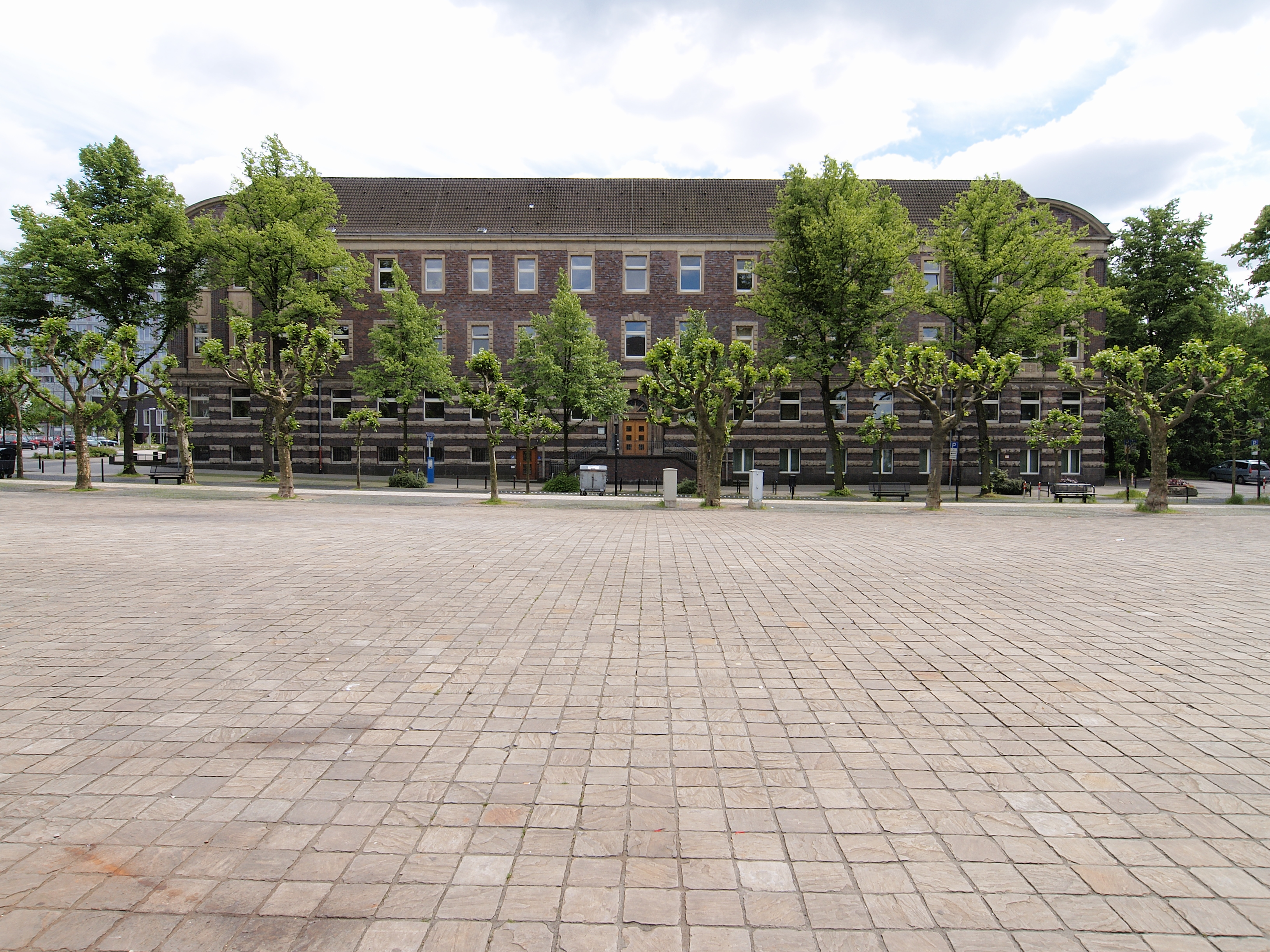
Das Amtsgerichtsgebäude

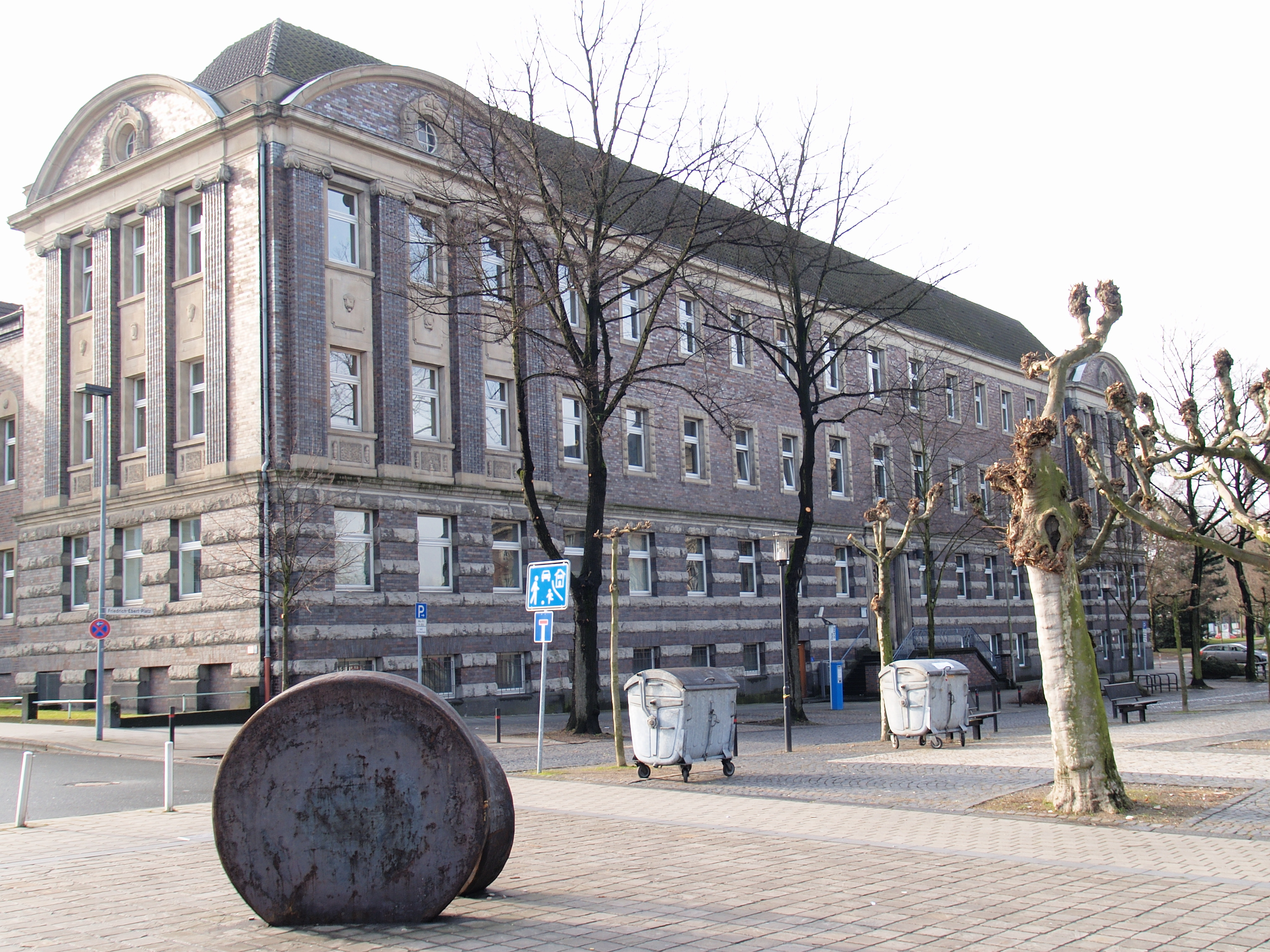
Links schließt sich der Zellentrakt an

Herne ist Sitz des Amtsgerichts Herne, das für einen Teil der kreisfreien Stadt Herne zuständig ist. Die Stadtbezirke Wanne und Eickel gehören zum Gerichtsbezirk des Amtsgerichts Herne-Wanne.

## Übergeordnete Gerichte
Das dem Amtsgericht Herne übergeordnete Landgericht ist das Landgericht Bochum, das wiederum dem Oberlandesgericht Hamm untersteht.

## Geschichte
Die Errichtung des Amtsgerichts Herne wurde durch ein Gesetz von 1889 angeordnet. Zum 1. Oktober 1892 trat das Gesetz in Kraft, und das Gericht nahm seine Tätigkeit in dem ersten Gerichtsgebäude an der Bahnhofstraße auf. Zum Gerichtsbezirk gehörten damals die Gemeinden Herne, Horsthausen, Baukau, Hiltrop und Holsterhausen. 1911/1912 wurde im Zusammenhang mit dem Bau des neuen Rathauses der seit 1906 kreisfreien Stadt Herne auch die Errichtung eines neuen Gerichtsgebäudes beschlossen. Der Bau des Gerichtsgefängnisses begann im Oktober 1915, der Bau des jetzigen Amtsgerichts im Februar 1916. Das neue Gebäude wurde im Juli 1921 bezogen. Es steht seit 1991 unter Denkmalschutz und umschließt zusammen mit dem Rathaus und einem weiteren Behördengebäude (Finanzamt, Polizei, Bürgeramt) den Friedrich-Ebert-Platz an drei Seiten.

## Geplante Umstrukturierung
Im Zuge der geplanten Zusammenlegung der beiden Herner Amtsgerichte sollte der sich an das Gerichtsgebäude anschließende Zellentrakt des ehemaligen Gefängnisses so umgebaut werden, dass auch das Herner Arbeitsgericht seinen Sitz hierher verlegen kann. Da der Plan, ein Justizzentrum in Herne-Mitte zu errichten, aus Kostengründen nicht verwirklicht wurde, ist das „Dritte Gesetz zur Änderung des Gesetzes über die Gliederung und die Bezirke der ordentlichen Gerichte und anderer Gesetze“ durch das „Gesetz zur Änderung des Justizgesetzes Nordrhein-Westfalen und anderer Gesetze“ aufgehoben worden. Die Aufteilung des Stadtgebietes von Herne zwischen dem Amtsgericht Herne und dem Amtsgericht Herne-Wanne bleibt daher zunächst bestehen.